# Magalelor
Magalelor ist ein osttimoresischer Ort im Suco Ritabou (Verwaltungsamt Maliana, Gemeinde Bobonaro). Er liegt im Westen der Aldeia Dai Tete, auf einer Meereshöhe von 321 m. Nördlich befinden sich die Orte Lugulali und Ritiudu, südlich das Dorf Ma’a Hui. Zwischen den beiden Siedlungen fließt der Gelesu, ein Nebenfluss des Nunuras.